# Nitraria pamirica
Nitraria pamirica là một loài thực vật có hoa trong họ Nitrariaceae. Loài này được L.I. Vassiljeva mô tả khoa học đầu tiên năm 1974.